# Robert B. Weide
Robert B. Weide (* 20. Juni 1959 in Orange County, USA) ist ein US-amerikanischer Drehbuchautor, Filmproduzent und Regisseur, der für einen Oscar nominiert wurde.

## Leben
Seine ersten kleinen Filme drehte Weide mit einer 16-mm-Kamera in der Fullerton Public Library in Orange County in Kalifornien. Während der Durchführung von Filmproduktionskursen am Orange Coast College in Costa Mesa in Kalifornien fasste Weide den Entschluss, einen Dokumentarfilm über die Marx Brothers zu produzieren, da er ein Bewunderer der Komikertruppe war. Er ließ sich auch von diversen Schwierigkeiten nicht von seinem Plan abbringen und erwarb mit Hilfe des Filmproduzenten Charles H. Joffe die erforderlichen Rechte, um sein Vorhaben zu verwirklichen. 1982 wurde sein Film unter dem Titel The Marx Brothers in a Nutshell beim Sender PBS ausgestrahlt und ging als einer der höchstbewerteten Filme in die Geschichte des Senders ein. Weide drehte vier weitere Dokumentationen über Comedians und konnte mit dem Film über W. C. Fields: Straight Up 1986 einen Primetime Emmy für seine herausragenden Informationen im Film gewinnen. Auch seine weiteren Dokumentationen Mort Sahl: The Loyal Opposition, Lenny Bruce: Swear to Tell the Truth (nominiert für einen Oscar) und Woody Allen: A Documentary, ein Zweiteiler über den großen amerikanischen Komiker und Filmregisseur, waren erfolgreich.
Des Weiteren war Weide in den ersten fünf Jahren der Comedy-Fernsehserie Lass es, Larry! (Curb Your Enthusiasm) der führende Regisseur und ausführende Produzent der Serie. Er wurde vielfach für den Emmy nominiert und gewann ihn im Jahr 2003 für seine Arbeit als Regisseur. 2008 drehte Weide seinen ersten Spielfilm New York für Anfänger (How to Lose Friends & Alienate People), eine britische Filmkomödie. Für eine 1996 entstandene Verfilmung von Kurt Vonneguts Mother Night (dt. Mutter Nacht) unter dem Titel Schatten der Schuld (OT Mother Night) schrieb Weide das Drehbuch und war an der Produktion beteiligt. Außerdem erstellte Weide eine langjährige Dokumentation über den US-amerikanischen Schriftsteller, die unter dem Titel Kurt Vonnegut: American Made Anfang 2015 gesendet wird. Der Film zeigt viele verschiedene Orte, wo Vonnegut sich aufgehalten hat, so sein Elternhaus in Indianapolis, seine Grundschule und viele andere Stationen. Weide verwendete auch Schwarzweiß-Aufnahmen aus 16-mm-Filmen aus dem Jahr 1925 als Vonnegut drei Jahre alt war.

## Filmografie (Auswahl)
– wenn nicht anders genannt, nur Produzent –
- 1982: The Marx Brothers in a Nutshell (Dokumentation; auch Drehbuch)
- 1984: The Great Standups (Dokumentation; auch Drehbuch und Regie)
- 1986: W. C. Fields: Straight Up (Dokumentation; auch Drehbuch)
- 1986: But Seriously, Folks (Kurzfilm; auch Schnitt)
- 1987: Billy Crystal: Don’t Get Me Started – The Lost Minutes (Kurzfilm; auch Schnitt und Drehbuch)
- 1989–2012: American Masters:
  - 1989: Mort Sahl: The Loyal Opposition (auch Schnitt, Drehbuch  und Regie)
  - 2011+2012: Woody Allen: A Documentary (auch Schnitt, Drehbuch und Regie)
- 1992: Mastergate (Fernsehfilm; ausführender Produzent)
- 1993: Rick Reynolds: Only the Truth Is Funny
- 1996: Schatten der Schuld (Mother Night, auch Drehbuch)
- 1998: Lenny Bruce: Swear to Tell the Truth (Dokumentation; auch Schnitt, Drehbuch und Regie)
- 1999: Larry David: Curb Your Enthusiasm (Fernsehfilm, überwachender Produzent und Regie)
- 1999–2005: Lass es, Larry! (Curb Your Enthusiasm) (Fernsehserie, 51 Folgen, bei 27 Folgen auch Regie)
- 2005: Earth to America (Fernsehfilm; Regie)
- 2008: New York für Anfänger (How to Lose Friends & Alienate People; Regie und Auftritt als Partygast)
- 2012: Parks and Recreation – Dave Returns (Fernsehserie, 1 Folge; Regie)
- 2014: Mr. Sloane (Fernsehserie, 6 Folgen; auch Regie)
- 2014: Hüter der Erinnerung – The Giver (The Giver; Drehbuch)
- 2014: Marry Me – Annicurser-Me (Fernsehserie, 1 Folge; Regie)
- 2015: Kurt Vonnegut: American Made (Dokumentation; auch Drehbuch und Regie)

## Auszeichnungen/Nominierungen
- 1986: Gewinner des Primetime Emmy in der Kategorie „Outstanding Informational Special“: W. C. Fields: Straight Up
- 1994: Nominiert für den CableACE Award in der Kategorie „Stand-Up Comedy Special“ mit Rick Reynolds: Only the Truth Is Funny
- 1999: Gewinner des Primetime Emmy in der Kategorie „Outstanding Achievement in Non-Fiction Programming – Picture Editing“ mit Lenny Bruce: Swear to Tell the Truth außerdem nominiert in der Kategorie „Outstanding Non-Fiction Special“
- 1999: Oscar-Nominierung in der Kategorie „Bester Dokumentarfilm (Langform)“ für die Dokumentation Lenny Bruce: Swear to Tell the Truth. Der Oscar ging an Ken Lipper und James Moll und den Film Die letzten Tage.
- 2002: Nominiert für den Primetime Emmy in den Kategorien „Outstanding Directing for a Comedy Series“ und „Outstanding Comedy Series“ mit Lass es, Larry! (Curb Your Enthusiasm) (Episode The Doll)
- 2003: Gewinner des Primetime Emmys in der Kategorie „Outstanding Directing for a Comedy Series“ mit Curb Your Enthusiasm (Episode Krazee-Eyez Killa); nominiert in der Kategorie „Outstanding Comedy Series“ mit Curb Your Enthusiasm
- 2003 und 2005: Gewinner des PGA Awards für  Curb Your Enthusiasm; 2007 mit Curb Your Enthusiasm nominiert.
- 2004: Nominiert für den Primetime Emmy in den Kategorien „Outstanding Comedy Series“ und „Outstanding Directing for a Comedy Series“ mit Curb Your Enthusiasm (Episode The Car Pool Lane)
- 2006: Nominiert für den Primetime Emmy in den Kategorien „Outstanding Comedy Series“ und „Outstanding Directing for a Comedy Series“ mit Curb Your Enthusiasm (Episode The Christ Nail)
- 2012: Gewinner des DGA Award für Curb Your Enthusiasm (Episode Lass es, Larry!: Palestinian Chicken); 2005 für Curb Your Enthusiasm (Episode The Carpool Lane) nominiert
- 2012: Nominiert für einen Primetime Emmy in der Kategorie „Outstanding Directing in a Comedy Series“ mit Curb Your Enthusiasm (Episode Palestinian Chicken)
- 2012: Nominiert für einen Primetime Emmy in den Kategorien „Outstanding Nonfiction Series“ und „Outstanding Directing for Nonfiction Programming“ mit American Masters (Episode Woody Allen: A Documentary)
- 2013: Nominiert für die „Beste Regie in einer Comedy-Serie“ mit Parks and Recreation für den OFTA Television Award